# 德韦恩·琼斯谋杀案
德韦恩·琼斯（英語：Dwayne Jones）是牙买加少年，2013年7月22日，他在该国蒙特哥贝身着女性服饰参加舞会，随后被暴徒杀害，死时年仅16岁。案件引起国际和牙买加国内媒体的关注，并引發针对牙买加LGBT权益的讨论。
琼斯在学校念书时就受到同学的欺辱，他们觉得他很娘娘腔，到了14岁时，他又被父亲赶出家门，然后同多位跨性别友人搬进蒙特哥贝一幢废弃的房子。2013年7月21日晚，琼斯和朋友一起前往该市的埃尔文区参加舞会。现场一些男士发现身着女性服装的琼斯实际上是男子，于是群起而攻之。琼斯遭到殴打，并被捅伤和枪击，还遭汽车辗过，于22日凌晨死亡。警方对案件展开调查，但没有逮捕或起诉任何嫌疑人，至今仍未破案。
事件成为牙买加多家报纸的头条新闻，英国和美国媒体也有报道。虽有部分社交媒体批评琼斯不该在公共场合异装而引来杀身之祸，但牙买加的教育工作者和司法部门谴责这起谋杀。惨案发生后，包括人权观察、公正牙买加与牙买加同性恋和双性恋论坛在内的多个国际或牙买加国内权益组织及人权组织呼吁牙买加政府妥善调查此案，并从法律上保护该国的权益。

## 背景

### 琼斯的生平

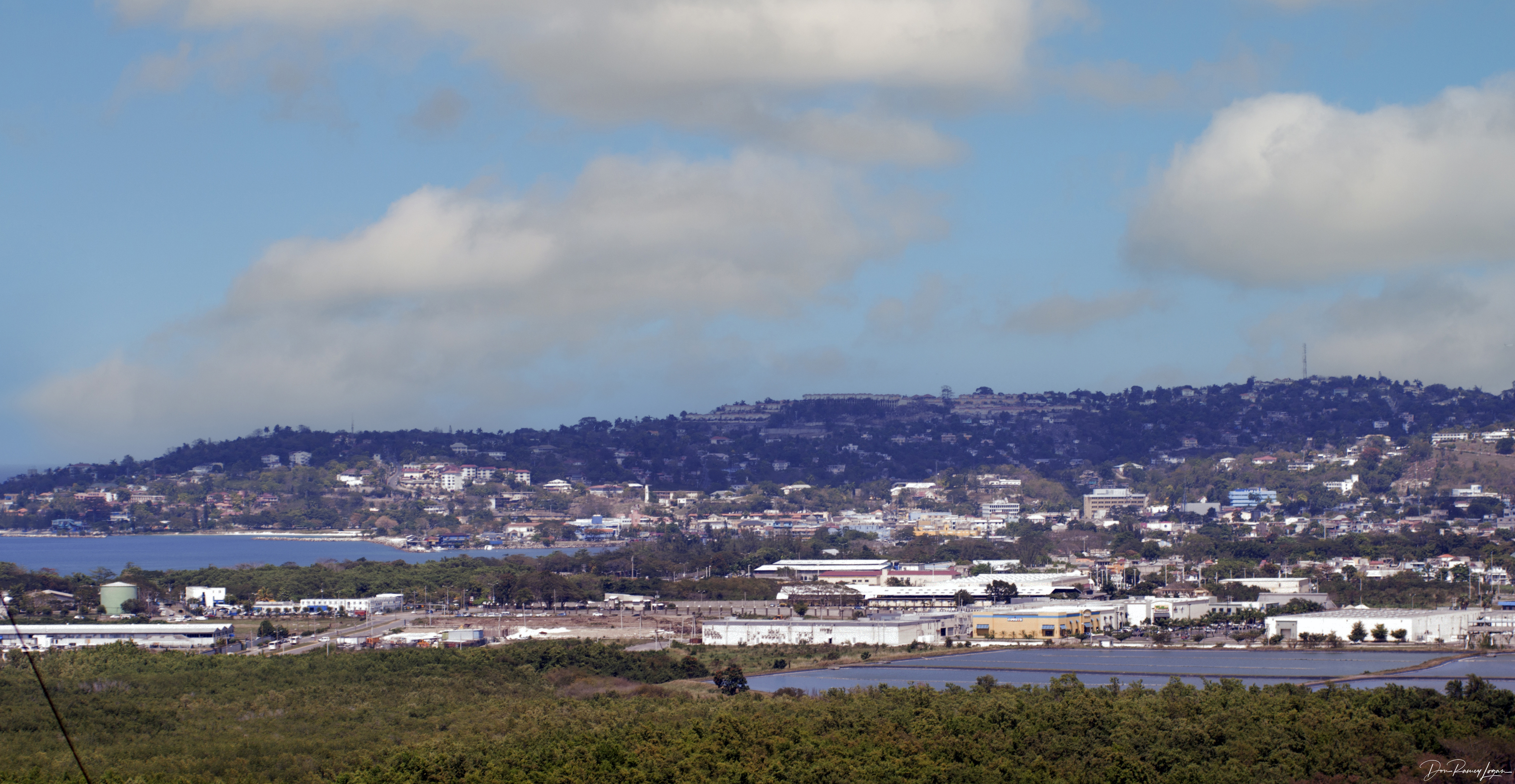
从山坡上看往蒙特哥贝，琼斯生前就和朋友住在这片山坡上一幢废弃的房子里

德韦恩·琼斯是在牙买加西北部城市蒙特哥贝的贫民窟出生，上高中时就被一些认为他娘娘腔的同学欺辱。父亲还在孩子14岁那年把他赶出家门，并鼓动邻里将他逐出社区。琼斯流离失所，一度只能在草丛或海滩上过夜，然后同两个朋友住进蒙特哥贝湾旁小山坡上一幢废弃的房子里，这两个朋友一个叫柯柯（Keke），另一个叫克洛伊（Khloe），都是跨性别，琼斯遇害时，两人都是23岁。琼斯的朋友叫他“阴沟女王”，这里的阴沟是指风暴排水管道，牙买加有许多无家可归的人士都住在里面。据多位友人回忆，琼斯期望成为教师，或是进入旅游行业工作。他还梦想成为美国女歌手那样的艺人，并曾在当地舞蹈比赛中取胜。克洛伊觉得琼斯就像“天后”，“总是争强好胜而且喜欢开玩笑”。

### 牙买加的反氛围
2006年，《时代》周刊发文称牙买加有可能是“地球上同性恋恐惧症最严重的地方”，而且也是LGBT迫害最严重的国家。早在英国殖民统治时期，当地就于1864年通过法律，将男性之间的性行为定为犯罪。根据《2009年性犯罪法》，所有因上述法律获罪的男性都将以性罪犯的身份登记在案。人权观察的报告中指出，这些法律对牙买加民众中普遍的恐同情绪火上浇油，将同性恋者视为犯罪分子，根本不考虑他们是否有犯下任何罪行。与此同时，岛上的多家基督教保守派教堂对这种反的氛围推波助澜，还有许多雷鬼和舞场歌曲呼吁听众杀害同性恋人士，牙买加音乐家步居·班顿（Buju Banton）的便是其中之一。2013年夏，新闻工作者帕拉什·戈什（Palash Gosh）在《国际财经时报》撰文指出，牙买加的“犯罪和暴力铺天盖地，同性恋人群更是这些肆无忌惮暴行的突出目标”。21世纪初，牙买加权益活动家布赖恩·威廉森（Brian Williamson）和史蒂夫·哈维（Steve Harvey）被谋杀。2013年夏，人权观察在牙买加的社区开展历时5周的实地调查，结果显示接受调查的人士中有过半曾因其性取向或性别认同受到他人暴力相向，有些还不止一次。

## 案发经过
2013年7月21日深夜，16岁的琼斯身着女性服装，同柯柯和克洛伊一起前往蒙特哥贝埃尔文（Irwin）区的一间酒吧参加舞会。3人于凌晨2点左右抵达酒吧，琼斯依靠女性装扮顺利进入舞会现场，并同多名男性共舞。出于对恐同迫害的担忧，他起初没有透露自己的真实性别，但在遇见之前在教堂认识的一个女孩时，他还是向对方吐露了这个秘密。该女子把秘密告诉多个男性友人，这些人于是在酒吧外找上琼斯，要求知道“你到底是女人还是男人？”其中一名男子用灯笼照向琼斯的脚，称他的脚对于真正的女人来说太大了。发现他实际上是男儿身后，这些人开始用（指男同性恋）之类针对同性恋者的蔑称辱骂琼斯。克洛伊试图息事宁人，在琼斯耳边小声说：“跟我走，跟我走。”但琼斯并没有这么做，而是向那些聚拢的人群坚称自己是女人。
这时，突然有人拉掉琼斯的文胸肩带，他试图逃跑，但暴民紧追上去并开始攻击。琼斯遭到殴打、捅伤和枪击，还被汽车辗过。身受重伤的琼斯时而陷入晕迷，时而恢复意识，直到两小时后被他人的另一波攻击所杀。整个暴行期间，没有任何人试着帮助他，克洛伊也遭殴打，还差点被强奸，幸而躲进教堂和邻近的树林里才得以幸免。克洛伊事后称：“看到德韦恩的尸体时，我哭了，而且吓得发抖，这太可怕了”。警方于早上5点抵达现场，并在奥兰治大道旁的草丛里发现被害人的尸体。警方对凶案展开调查，请琼斯的家人和朋友取得联系。但受害人的家属不愿前去辨认遗体，他的父亲也拒绝就事件接受媒体采访。
8月14日，副总警监史蒂夫·布朗（Steve Brown）宣布，警方已收集14份证词，案件正在调查之中。但直至2014年5月，仍然没有任何人被捕或受起诉，到2015年8月仍未破案。2013年10月，多名男子将琼斯之前居住的废弃房屋付之一炬，迫使里面住的4人逃离，有报道认为这也是反LGBT仇恨罪行。圣詹姆斯公共卫生部官员艾弗拉尔德·摩根（Everald Morgan）要求警方对这4名因他人纵火导致无家可归的青年提供保护，但遭到拒绝。在此期间，名为德韦恩之家（Dwayne's House）的慈善组织在牙买加成立，向该国流离失所的青年人群提供帮助，以此纪念琼斯。

## 反响

### 牙买加国内
琼斯的死成为牙买加各地的头条新闻。该国司法部长兼参议员马克·戈尔丁（Mark Golding）谴责这起谋杀，呼吁结束国内“堕落的暴力行径”。他还称，“所有思维健全的牙买加人”都应当“尊重每个人的基本人权”，接受包括人群在内的少数群体。据西印度群岛大学牙买加校区出版官员安妮·保罗（Annie Paul）表示，从社交媒体上的评论来看，大部分牙买加人认为是琼斯自己在公共场合身穿异性服饰而招来杀身之祸，牙买加社会还不能容忍这种挑衅。西印度群岛大学小儿外科教授纽顿·邓肯（Newton D. Duncan）也有类似发现，占“压倒性多数”的牙买加人认为，身着异性服饰的人就是同性恋，应该受到惩罚。他还称，大部分异装人士实际上是异性恋，所以这属于普遍性的误解。他在谴责这起事件时将之同哈波·李的小说《杀死一只知更鸟》中非裔美国人被私刑处死相提并论，把牙买加现时的反暴力行径同20世纪中期美国针对黑人的暴力联系起来。

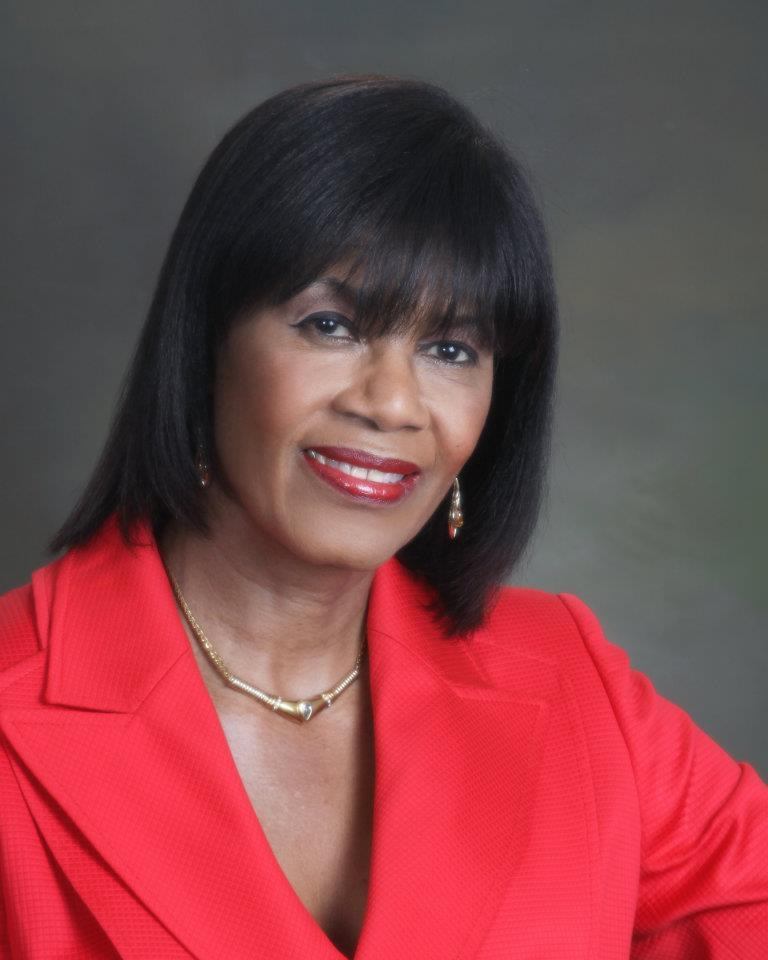
牙买加国内及国际上的多个人权组织要求该国总理波蒂亚·辛普森-米勒（图）遵守她在竞选期间的承诺，改善LGBT权益现状。

西印度群岛大学文学和文化研究教授卡罗琳·库珀（Carolyn Cooper）在牙买加大报《拾穗者》（The Gleaner）撰文谴责暴力对待并杀害琼斯的人。她把这些人的所作所为归咎于针对《圣经》的选择性读解，还指出，虽然许多牙买加人接受一些圣经经文对同性性行为和异装的谴责态度，但他们实际上却犯下圣经中禁止的其它多项罪行，如通奸和谋杀。在她看来，琼斯仅仅是因为正视自我而被杀害，希望凶手为此受到法律的惩罚。一周后，库珀发表后续文章，回复她在这段时间收到的多封电邮，这些邮件中声称，事件中真正的受害者应该是与琼斯共舞的那些男子，他们都被受害人欺骗了。库珀再度谴责杀害琼斯的凶手，称他们面对这种情况完全可以一笑而过，而不是以暴力疯狂报复。
艾滋病权益活动家贾维恩·纳尔逊（Jaevion Nelson）也针对这起事件在《拾穗者》发文。他起初也对琼斯为什么会去参加这场舞会、为什么对参加牙买加的地下同性恋聚会还感到不满足心存疑问。但他之后意识到，这种观点实际上扎根于指责受害人的“暴力文化”。纳尔逊在文中呼吁牙买加民众接纳个体，“本着包容、爱、平等，并且尊重任何异己的原则来重建这个伟大的国家”。匹兹堡大学法学教授希拉·贝莱斯·马丁内斯（Sheila Veléz Martínez）也在《拾穗者》发文，谴责这起谋杀案，称这是牙买加社会恐同症高发的警钟。
7月25日，权益组织牙买加同性恋和双性恋论坛（Jamaica Forum for Lesbians, All-Sexuals & Gays，简称）发表公开声明，表示“深切关注”此案，并对受害人的亲朋好友表示哀悼。声明中还呼吁案发当地居民协助警方找到凶手，抓住这些侮辱牙买加民主的人。论坛主席戴恩·刘易斯（Dane Lewis）之后表示，虽然恐同暴力行径有增无减，但牙买加社会对的接纳程度实际上有所增加，他认为这正是琼斯这些人的功劳，他们提升了人士在牙买加社会的公共知名度。另一个权益组织“牙买加公民权品质”（Quality of Citizenship Jamaica）在新闻稿中呼吁政府和教会同组织合作，将牙买加国歌中真正尊重每一个人的理念变成现实。人权组织“公正牙买加”（Jamaicans for Justice）呼吁总理波蒂亚·辛普森-米勒和宗教领域表态谴责这起谋杀，并针对事件缺乏媒体报道，也没有引起足够民愤的情况表示：“我们必须扪心自问，生而为人，这到底算什么。”

### 国际社会
琼斯被害的消息引起国际媒体关注，多个人权组织谴责这起谋杀。人权观察纽约总部的权益项目主任格雷姆·里德（Graeme Reid）发表声明，呼吁牙买加政府发出“明确信息”，对任何反暴力行径都将采取“零容忍”的态度。里德指出，牙买加现任总理米勒曾于2011年竞选期间信誓旦旦地保证要让同性性行为合法化，但至今也没有落实。他还呼吁牙买加政府采取实际行动调查琼斯被害案，促进该国对公民的尊重。
2014年2月，美国国务院民主、人权和劳工代理国务卿乌兹拉·泽亚（Uzra Zeya）在简报中提及琼斯被害案，将此案同喀麦隆艾滋病权益活动家艾里克·奥黑纳·兰本伯（Eric Ohena Lembembe）被害相提并论，证明2013年世界多地仍然在发生“令人担忧的暴力行径”。
英国黑人组织“出柜和骄傲钻石集团”（Out and Proud Diamond Group，简称）同彼得·撒切尔基金会合作，于8月28日在牙买加驻伦敦大使馆外组织了一场抗议活动。集团发言人马文·基布卡（Marvin Kibuuka）谴责琼斯被害案，呼吁支持者积极行动，反对牙买加及其他地方针对人士的迫害行径。彼得·撒切尔之后还宣称，辛普森-米勒和警方的无所作为，无异于同那些犯下反仇恨罪行的凶手相勾结。
加拿大皇家军事学院英语副教授劳拉·罗宾逊（Laura Robinson）在学术探讨专题“酷儿和儿童文学”（queerness and children's literature）的引言中表示，琼斯被谋杀一案和2013年俄罗斯LGBT宣传法一样，都是青少年问题同问题结合的产物。她还指出，琼斯的不幸在于，他没能获得朱迪斯·巴特勒所说的那种“宜居生活”。